# Iglesia de San Joaquín (Cela de Núñez)
La iglesia de San Joaquín es un edificio situado en la localidad española de Cela de Núñez, en la provincia de Alicante.

## Descripción
El edificio se encuentra en la localidad española de Cela de Núñez, del municipio de Muro de Alcoy, perteneciente a la provincia de Alicante, en la Comunidad Valenciana. Se menciona como iglesia parroquial de la localidad en el sexto volumen del Diccionario geográfico-estadístico-histórico de España y sus posesiones de Ultramar de Pascual Madoz, donde aparece descrita con las siguientes palabras:

una igl. parr. (San Joaquin), servida por un cura que provee una vez el ordinario y otra el señor marqués de Albaida, como señor territorial y patrono: es matriz de la de Turballos, y se fundó en 1343.
(Madoz, 1847, p. 293)